# Taça da Liga 2012/13
De Taça da Liga 2012-13 was de zesde editie van de Taça da Liga. Het toernooi zal op 28 juli 2012 beginnen en eindigden in april 2013 met de finale. Benfica was de titelhouder maar werd in de halve finales uitgeschakeld door de latere winnaar SC Braga.

## Deelnemende clubs
Clubs die starten in de 1e ronde:
CF Os Belenenses, Freamunde, Oliveirense, CF União, Arouca, Atlético CP, Covilhã, Naval 1º de Maio, CD Feirense, Leixões, Penafiel, CD Aves, CD Santa Clara, CD Tondela, CD Trofense
Clubs die starten in de 2e ronde:
Académica Coimbra, Beira-Mar, Gil Vicente FC, Marítimo, Olhanense, União Leiria, Vitória FC (Setúbal)
Clubs die starten in de 3e ronde:
Benfica, SC Braga, Nacional, Paços de Ferreira, Porto, Rio Ave, Sporting Lissabon, Vitória SC

## Kalender
| Ronde         | Ronde        | Loting           | 1e wedstrijd                                       | 2e wedstrijd                                       | Teams   | Wedstrijden |
| ------------- | ------------ | ---------------- | -------------------------------------------------- | -------------------------------------------------- | ------- | ----------- |
| Eerste ronde  | Speeldag 1   | 5 juli 2012      | 29 juli 2012                                       | 29 juli 2012                                       | 32 → 24 | 24          |
| Eerste ronde  | Speeldag 2   | 5 juli 2012      | 1 augustus 2012                                    | 1 augustus 2012                                    | 32 → 24 | 24          |
| Eerste ronde  | Speeldag 3   | 5 juli 2012      | 5 augustus 2012                                    | 5 augustus 2012                                    | 32 → 24 | 24          |
| Tweede ronde  | Tweede ronde | 29 augustus 2012 | 26 september 2012                                  | 31 oktober 2012                                    | 24 → 16 | 16          |
| Derde ronde   | Speeldag 1   | 5 november 2012  | 19 december 2012                                   | 19 december 2012                                   | 16 → 4  | 24          |
| Derde ronde   | Speeldag 2   | 5 november 2012  | 30 december 2012 / 2 januari 2013                  | 30 december 2012 / 2 januari 2013                  | 16 → 4  | 24          |
| Derde ronde   | Speeldag 3   | 5 november 2012  | 9 januari 2013                                     | 9 januari 2013                                     | 16 → 4  | 24          |
| Knock-outfase | Halve finale | 5 november 2012  | 27 februari 2013 & 3 april 2013                    | 27 februari 2013 & 3 april 2013                    | 4 → 2   | 3           |
| Knock-outfase | Finale       | 5 november 2012  | 14 april 2013 (Estádio Cidade de Coimbra, Coimbra) | 14 april 2013 (Estádio Cidade de Coimbra, Coimbra) | 2 → 1   | 3           |

## Eerste ronde
De nummers 1 en 2 van beide groepen plaatsen zich voor de tweede ronde.
De wedstrijden worden gespeeld van 28 juli 2012 tot en met 5 augustus 2012.

### Groep A
| Team             | Gsp | G | G | V | DV | DT | DS | Pts |
| ---------------- | --- | - | - | - | -- | -- | -- | --- |
| União da Madeira | 3   | 2 | 1 | 0 | 4  | 2  | +2 | 7   |
| Freamunde        | 3   | 1 | 1 | 1 | 3  | 3  | 0  | 4   |
| Belenenses       | 3   | 1 | 1 | 1 | 2  | 2  | 0  | 4   |
| Oliveirense      | 3   | 0 | 1 | 2 | 3  | 5  | –2 | 1   |

### Groep B
| Team             | Gsp | G | G | V | DV | DT | DS | Pts |
| ---------------- | --- | - | - | - | -- | -- | -- | --- |
| Naval 1º de Maio | 3   | 1 | 2 | 0 | 4  | 2  | +2 | 5   |
| Covilhã          | 3   | 1 | 1 | 1 | 5  | 4  | +1 | 4   |
| Arouca           | 3   | 1 | 1 | 1 | 4  | 5  | –1 | 4   |
| Atlético CP      | 3   | 1 | 0 | 2 | 3  | 5  | –2 | 3   |

### Groep C
| Team         | Gsp | G | G | V | DV | DT | DS | Pts |
| ------------ | --- | - | - | - | -- | -- | -- | --- |
| Feirense     | 3   | 2 | 1 | 0 | 4  | 2  | +2 | 7   |
| Leixões      | 3   | 0 | 3 | 0 | 2  | 2  | 0  | 3   |
| Portimonense | 3   | 0 | 2 | 1 | 3  | 4  | –1 | 2   |
| Penafiel     | 3   | 0 | 2 | 1 | 3  | 4  | –1 | 2   |

### Groep D
| Team                | Gsp | G | G | V | DV | DT | DS  | Pts |
| ------------------- | --- | - | - | - | -- | -- | --- | --- |
| Santa Clara         | 3   | 3 | 0 | 0 | 9  | 1  | +8  | 9   |
| Desportivo das Aves | 3   | 2 | 0 | 1 | 9  | 4  | +5  | 6   |
| Tondela             | 3   | 1 | 0 | 2 | 1  | 4  | –3  | 3   |
| Trofense            | 3   | 0 | 0 | 3 | 1  | 11 | –10 | 0   |

## Tweede ronde
| Team 1              | Tot.         | Team 2             | 1e wedstr. | 2e wedstr. |
| ------------------- | ------------ | ------------------ | ---------- | ---------- |
| Leixões             | 1-2          | Vitória de Setúbal | 0-1        | 1-1        |
| Sporting Covilhã    | 2-2 ns (2-3) | Académica          | 2-0        | 0-2        |
| Naval               | 3-2          | Gil Vicente        | 1-1        | 2-1        |
| União da Madeira    | 1-2          | Estoril            | 0-1        | 1-1        |
| Santa Clara         | 1-3          | Beira-Mar          | 0-1        | 1-2        |
| Freamunde           | 2-3          | Rio Ave            | 2-3        | 0-0        |
| Feirense            | 1-1 ns (2-4) | Moreirense FC      | 1-0        | 0-1        |
| Desportivo das Aves | 0-2          | Paços de Ferreira  | 0-1        | 0-1        |

## Derde ronde
De vier groepswinnaars plaatsen zich voor de halve finale. De wedstrijden zullen plaatsvinden op 19 december, 30 december 2012 en 9 januari 2013.

### Groep A
| Team            | Gsp | G | G | V | DV | DT | DS | Pts |
| --------------- | --- | - | - | - | -- | -- | -- | --- |
| Porto           | 3   | 2 | 1 | 0 | 5  | 2  | +3 | 7   |
| Vitória Setúbal | 3   | 1 | 1 | 1 | 3  | 2  | +1 | 4   |
| CD Nacional     | 3   | 1 | 0 | 2 | 2  | 5  | –3 | 3   |
| Estoril         | 3   | 0 | 2 | 1 | 2  | 3  | –1 | 2   |

|                        |             |         |                        |                                                                               |
| 19 december 2012 18:00 | CD Nacional | 0–2     | Porto                  | Estádio da Madeira, Madeira Toeschouwers: 1.437 Scheidsrechter: Bruno Esteves |
| 19 december 2012 18:00 |             | Verslag | Lucho 32' Otamendi 50' | Estádio da Madeira, Madeira Toeschouwers: 1.437 Scheidsrechter: Bruno Esteves |

|                        |         |      |                 |                                                                                        |
| 19 december 2012 20:00 | Estoril | 0– 0 | Vitória Setúbal | Estádio António Coimbra da Mota, Estoril Toeschouwers: 517 Scheidsrechter: Hugo Miguel |
| 19 december 2012 20:00 | Verslag |      |                 | Estádio António Coimbra da Mota, Estoril Toeschouwers: 517 Scheidsrechter: Hugo Miguel |

|                        |                                |         |                                   |                                                                                             |
| 30 december 2012 18:15 | Estoril                        | 2-2     | Porto                             | Estádio António Coimbra da Mota, Estoril Toeschouwers: 3.257 Scheidsrechter: Jorge Ferreira |
| 30 december 2012 18:15 | Steven Vitória 15', 61' (pen.) | Verslag | Jackson Martínez 31' Moutinho 88' | Estádio António Coimbra da Mota, Estoril Toeschouwers: 3.257 Scheidsrechter: Jorge Ferreira |

|                        |                                         |         |              |                                                                            |
| 30 december 2012 15:00 | Vitória Setúbal                         | 3–1     | CD Nacional  | Estádio do Bonfim, Setúbal Toeschouwers: 1,371 Scheidsrechter: Jorge Sousa |
| 30 december 2012 15:00 | Jorginho 39' Bruno Amaro 44' Meyong 67' | Verslag | Claudemir 9' | Estádio do Bonfim, Setúbal Toeschouwers: 1,371 Scheidsrechter: Jorge Sousa |

|                      |                     |         |                 |                                                                           |
| 9 januari 2013 17:30 | Porto               | 1–0     | Vitória Setúbal | Estádio do Dragão, Porto Toeschouwers: 12,808 Scheidsrechter: João Capela |
| 9 januari 2013 17:30 | Moutinho 44' (pen.) | Verslag |                 | Estádio do Dragão, Porto Toeschouwers: 12,808 Scheidsrechter: João Capela |

|                      |                      |         |         |                                                                            |
| 9 januari 2013 17:30 | CD Nacional          | 1-0     | Estoril | Estádio da Madeira, Madeira Toeschouwers: 346 Scheidsrechter: Hugo Pacheco |
| 9 januari 2013 17:30 | Claudemir 54' (pen.) | Verslag |         | Estádio da Madeira, Madeira Toeschouwers: 346 Scheidsrechter: Hugo Pacheco |

### Groep B
| Team                 | Gsp | G | G | V | DV | DT | DS | Pts |
| -------------------- | --- | - | - | - | -- | -- | -- | --- |
| Braga                | 3   | 2 | 1 | 0 | 5  | 1  | +4 | 7   |
| Vitória de Guimarães | 3   | 1 | 2 | 0 | 3  | 2  | +1 | 5   |
| SC Beira-Mar         | 3   | 0 | 2 | 1 | 2  | 5  | –3 | 2   |
| Naval 1º de Maio     | 3   | 0 | 1 | 2 | 1  | 3  | −2 | 1   |

|                        |            |      |          |                                                                                       |
| 19 december 2012 20:00 | Vitória SC | 0– 0 | SC Braga | Estádio D. Afonso Henriques, Guimarães Toeschouwers: 217 Scheidsrechter: Duarte Gomes |
| 19 december 2012 20:00 | Verslag    |      |          | Estádio D. Afonso Henriques, Guimarães Toeschouwers: 217 Scheidsrechter: Duarte Gomes |

|                        |                  |      |           | |
| 19 december 2012 16:00 | Naval 1º de Maio | 0– 0 | Beira-Mar | Estádio Municipal José Bento Pessoa, Figueira da Foz Toeschouwers: 4.693 Scheidsrechter: Marco Ferreira |
| 19 december 2012 16:00 | Verslag          |      |           | Estádio Municipal José Bento Pessoa, Figueira da Foz Toeschouwers: 4.693 Scheidsrechter: Marco Ferreira |

|                        |                  |         |                          |                                                                                       |
| 30 december 2012 16:00 | SC Beira-Mar     | 2–2     | Vitória de Guimarães     | Estádio Municipal de Aveiro, Aveiro Toeschouwers: 2,233 Scheidsrechter: Carlos Xistra |
| 30 december 2012 16:00 | Ribeiro 54', 79' | Verslag | Ricardito 11' Matias 66' | Estádio Municipal de Aveiro, Aveiro Toeschouwers: 2,233 Scheidsrechter: Carlos Xistra |

|                      |                  |         |                              | |
| 2 januari 2013 18:00 | Naval 1º de Maio | 1–2     | Braga                        | Estádio Municipal José Bento Pessoa, Figueira da Foz Toeschouwers: 524 Scheidsrechter: Vasco Santos |
| 2 januari 2013 18:00 | Regula 4' (pen.) | Verslag | Haas 23' Custódio 79' (pen.) | Estádio Municipal José Bento Pessoa, Figueira da Foz Toeschouwers: 524 Scheidsrechter: Vasco Santos |

|                      |                                      |         |              |                                                                                    |
| 9 januari 2013 18:00 | Braga                                | 3–0     | SC Beira-Mar | Estádio Municipal de Braga, Braga Toeschouwers: 4,728 Scheidsrechter: Bruno Paixão |
| 9 januari 2013 18:00 | Carlão 37' Amorim 41' Hugo Viana 88' | Verslag |              | Estádio Municipal de Braga, Braga Toeschouwers: 4,728 Scheidsrechter: Bruno Paixão |

|                      |                            |          |                  |                                                                                        |
| 9 januari 2013 18:00 | Vitória de Guimarães       | 2–0      | Naval 1º de Maio | Estádio D. Afonso Henriques, Guimarães Toeschouwers: 814 Scheidsrechter: Pedro Proença |
| 9 januari 2013 18:00 | Ricardo 39' Crivellaro 88' | VerslagÉ |                  | Estádio D. Afonso Henriques, Guimarães Toeschouwers: 814 Scheidsrechter: Pedro Proença |

### Groep C
| Team                 | Gsp | G | G | V | DV | DT | DS | Pts |
| -------------------- | --- | - | - | - | -- | -- | -- | --- |
| Rio Ave              | 3   | 2 | 0 | 1 | 6  | 3  | +3 | 6   |
| FC Paços de Ferreira | 3   | 2 | 0 | 1 | 5  | 3  | +2 | 6   |
| Sporting Lissabon    | 3   | 1 | 1 | 1 | 3  | 5  | –2 | 4   |
| CS Marítimo          | 3   | 0 | 1 | 2 | 2  | 5  | –3 | 1   |

|                        |                        |       |                                |                                                                     |
| 18 december 2012 18:15 | CS Marítimo            | 2 – 2 | Sporting Lissabon              | Estádio dos Barreiros, Madeira Scheidsrechter: Olegário Benquerença |
| 18 december 2012 18:15 | Héldon 40' Miranda 65' |       | Van Wolfswinkel 29' Xandão 87' | Estádio dos Barreiros, Madeira Scheidsrechter: Olegário Benquerença |

|                        |                         |      |                           |                                                                                      |
| 19 december 2012 20:00 | Rio Ave FC              | 2– 3 | FC Paços de Ferreira      | Estádio do Rio Ave FC, Vila do Conde Toeschouwers: 453 Scheidsrechter: Pedro Proença |
| 19 december 2012 20:00 | Nivaldo 70' Braga 90+3' |      | Angulo 18' Josué 30', 39' | Estádio do Rio Ave FC, Vila do Conde Toeschouwers: 453 Scheidsrechter: Pedro Proença |

|                        |                                     |     |                   |                                                                                    |
| 29 december 2012 19:45 | Rio Ave FC                          | 3-0 | Sporting Lissabon | Estádio do Rio Ave FC, Vila do Conde Toeschouwers: 1,732 Scheidsrechter: Rui Costa |
| 29 december 2012 19:45 | Tope 55' Tarantini 65' Hassan 90+1' |     |                   | Estádio do Rio Ave FC, Vila do Conde Toeschouwers: 1,732 Scheidsrechter: Rui Costa |

|                        |                      |     |             |                                                                                       |
| 30 december 2012 16:00 | FC Paços de Ferreira | 2-0 | CS Marítimo | Estádio da Mata Real, Paços de Ferreira Toeschouwers: 906 Scheidsrechter: João Capela |
| 30 december 2012 16:00 | Josué 44', 90'       |     |             | Estádio da Mata Real, Paços de Ferreira Toeschouwers: 906 Scheidsrechter: João Capela |

|                      |                     |     |                      |                                                                                    |
| 9 januari 2013 17:00 | Sporting Lissabon   | 1-0 | FC Paços de Ferreira | Estádio José Alvalade, Lissabon Toeschouwers: 6,157 Scheidsrechter: Paulo Baptista |
| 9 januari 2013 17:00 | Van Wolfswinkel 87' |     |                      | Estádio José Alvalade, Lissabon Toeschouwers: 6,157 Scheidsrechter: Paulo Baptista |

|                      |             |          |            |                                                                                    |
| 9 januari 2013 17:00 | CS Marítimo | 0-1      | Rio Ave FC | Estádio dos Barreiros, Madeira Toeschouwers: 820 Scheidsrechter: Artur Soares Dias |
| 9 januari 2013 17:00 |             | Bébé 74' |            | Estádio dos Barreiros, Madeira Toeschouwers: 820 Scheidsrechter: Artur Soares Dias |

### Groep D
| Team              | Gsp | G | G | V | DV | DT | DS | Pts |
| ----------------- | --- | - | - | - | -- | -- | -- | --- |
| SL Benfica        | 3   | 2 | 1 | 0 | 6  | 4  | +2 | 7   |
| Moreirense        | 3   | 0 | 3 | 0 | 3  | 3  | 0  | 3   |
| Académica Coimbra | 3   | 0 | 2 | 1 | 4  | 5  | –1 | 2   |
| Olhanense         | 3   | 0 | 2 | 1 | 1  | 2  | –1 | 2   |

|                        |              |         |                      |                                                                                |
| 19 december 2012 19:45 | SC Olhanense | 1– 2    | SL Benfica           | Estádio José Arcanjo, Olhão Toeschouwers: 3.213 Scheidsrechter: Paulo Baptista |
| 19 december 2012 19:45 | Brandão 48'  | Verslag | Rodrigo 69' Lima 87' | Estádio José Arcanjo, Olhão Toeschouwers: 3.213 Scheidsrechter: Paulo Baptista |

|                        |                   |         |                                 | |
| 19 december 2012 16:00 | Moreirense FC     | 2–2     | Académica Coimbra               | Parque de Jogos Comendador Joaquim de Almeida Freitas, Moreira de Cónegos Toeschouwers: 438 Scheidsrechter: Bruno Paixão |
| 19 december 2012 16:00 | Ghilas 85', 90+4' | Verslag | Halliche 12' Wilson Eduardo 52' | Parque de Jogos Comendador Joaquim de Almeida Freitas, Moreira de Cónegos Toeschouwers: 438 Scheidsrechter: Bruno Paixão |

|                        |               |      |                      | |
| 30 december 2012 16:00 | Moreirense FC | 1– 1 | SL Benfica           | Parque de Jogos Comendador Joaquim de Almeida Freitas, Moreira de Cónegos Toeschouwers: 6,100 Scheidsrechter: Cosme Machado |
| 30 december 2012 16:00 | Ghilas 41'    |      | Cardozo 90+2' (pen.) | Parque de Jogos Comendador Joaquim de Almeida Freitas, Moreira de Cónegos Toeschouwers: 6,100 Scheidsrechter: Cosme Machado |

|                        |                   |     |              |                                                                                    |
| 30 december 2012 16:00 | Académica Coimbra | 0-0 | SC Olhanense | Estádio Cidade de Coimbra, Coimbra Toeschouwers: 920 Scheidsrechter: João Ferreira |
| 30 december 2012 16:00 |                   |     |              | Estádio Cidade de Coimbra, Coimbra Toeschouwers: 920 Scheidsrechter: João Ferreira |

|                      |                               |      |                                 |                                               |
| 9 januari 2013 19:45 | SL Benfica                    | 3– 2 | Académica Coimbra               | Estádio da Luz, Lissabon Toeschouwers: 13.872 |
| 9 januari 2013 19:45 | Lima 39', 65' Alan Kardec 61' |      | Makélélé 44' Carlos Saleiro 49' | Estádio da Luz, Lissabon Toeschouwers: 13.872 |

|                      |              |      |               |                                                                            |
| 9 januari 2013 19:45 | SC Olhanense | 0– 0 | Moreirense FC | Estádio José Arcanjo, Olhão Toeschouwers: 455 Scheidsrechter: Duarte Gomes |
| 9 januari 2013 19:45 |              |      |               | Estádio José Arcanjo, Olhão Toeschouwers: 455 Scheidsrechter: Duarte Gomes |

## Halve finale
De halve finale wedstrijden worden op 27 februari 2013 gespeeld
| Datum | Club     | Uitslag     | Club    |
| ----- | -------- | ----------- | ------- |
| 03/04 | FC Porto | 4-0         | Rio Ave |
| 27/02 | Braga    | 0-0, 3-2 ns | Benfica |

## Finale
De finale werd gespeeld op 13 april 2013 in het stadion van Académica Coimbra.
| Datum | Club  | Uitslag | Club  |
| ----- | ----- | ------- | ----- |
| 13/04 | Braga | 1-0     | Porto |